# Hippodiplosia harmsworthi
Hippodiplosia harmsworthi är en mossdjursart som först beskrevs av Campbell Easter Waters 1900.  Hippodiplosia harmsworthi ingår i släktet Hippodiplosia och familjen Bryocryptellidae. Inga underarter finns listade i Catalogue of Life.